# Snagov
El lago Snagov (en rumano, Lacul Snagov) es un lago a 25–30 km de Bucarest, Rumanía. Tiene una superficie de 5,75 km². El lago es famoso debido al mito de que Vlad III el Empalador (famoso por haber inspirado el personaje de Bram Stoker llamado Drácula) fue enterrado en el monasterio de Snagov en una isla que es accesible solo por bote en el medio del lago Snagov. Sin embargo, su cuerpo nunca se encontró.
Existen dos áreas naturales protegidas: el "lago Snagov" y el "bosque Snagov".
"Snagov Lake (enlace roto disponible en Internet Archive; véase el historial, la primera versión y la última). (Aria Naturala Protejata Lacul Snagov - ANPLS) tiene alrededor de 150 hectárea de tamaño y protege alrededor de veinte especies. 
"Snagov Forrest" (enlace roto disponible en Internet Archive; véase el historial, la primera versión y la última). (Aria Naturala Protejata Lacul Snagov - ANPLS) tiene alrededor de diez hectáreas. 